# Харолд Крото
Харолд Уолтър Крото (на английски: Harold Walter Kroto), познат като Хари Крото, е английски химик, лауреат на Нобелова награда за химия от 1996 г. заедно с Робърт Кърл и Ричард Смоли за откриването на фулерените. Крото поощрява научното образование и е критик на религиозните вярвания.

## Ранни години и образование
Крото е роден на 7 октомври 1939 г. в Уисбийч, Кеймбриджшър, Великобритания, в семейството на Едит и Хайнц Кротошинер. Фамилното му име е със силезийски произход – потеклото на баща му е от Бояново, Полша, а майка му е от Берлин. Двамата бягат във Великобритания от Нацистка Германия през 1930-те години, тъй като баща му е евреин. Хари израства в Болтън, докато британските власти задържат баща му на остров Ман като гражданин на враждебна държава по време на Втората световна война. През 1955 г. баща му съкращава името на семейството на Крото. Крото развива интерес към химията, физиката и математиката в гимназията в Болтън.
След като завършва средното си образование, записва висше в Шефийлдския университет през 1958 г. Там той получава бакалавърска степен по химия през 1961 г. и докторска степен по молекулярна спектроскопия през 1964 г. Първоначално се занимава в областта на органичната химия, но впоследствие се насочва към квантовата химия и астрохимията.

## Научна дейност
Крото прекарва две години в постдокторантска работа към Националния изследователски съвет в Отава, Канада, работейки допълнително в областта на молекулярната спектроскопия. През 1966 – 1967 г. работи за лабораториите „Бел“ в Ню Джърси. През 1967 г. е назначен за преподавател в Съсекския университет в Англия. Той остава на тази работа до 1985 г., провеждайки изследвания, главно фокусирани върху спектроскопията на новите нестабилни и полустабилни съединения. Тази работа води до развиването на различни полета от химията, включващи въглерод, свързан чрез множество връзки към елементи като сяра, селен и фосфор. Особена важно откритие е създаването на няколко нови фосфорни съединения, които са засечени чрез микровълнова спектроскопия. Те успяват да изградят три връзки между въглеродния и фосфорния атом.
През 1975 г. Крото вече е професор по химия и работи по множество проекти. Занимава се с астрономия, откривайки че въглеродните съединения съществуват в относително големи пропорции в междузвездното пространство и във външните атмосфери на определени звезди – червените гиганти.
През 1985 г., на базата на съсекските си изследвания и звездните си открития, лабораторните експерименти, симулиращи химичните реакции в атмосферата на червени гиганти, демонстрират, че стабилни C60 молекули могат да се образуват спонтанно от кондензираща въглеродна пара. Тази молекула е съставен от 12 пентагона и 20 хексагона от въглеродни атоми. Наречена е в чест на архитекта Бъкминстър Фулър (бъкминстърфулерен), който създава подобни геодезични куполи. Откритието е направено заедно с Робърт Кърл и Ричард Смоли и разкрива областта на фулерените като алотропни форми на въглерода. През 1996 г. триото е наградено с Нобелова награда за химия за това си постижение.
В периода 2002 – 2004 г. Крото служи като президент на Кралското химическо общество. През 2003 г. той е един от 22-мата нобелови лауреати, които се подписват под Хуманисткия манифест. През 2004 г. Крото напуска Съсекския университет и заема позиция в университета на щата Флорида. Там той работи по механизма на образуване и свойствата на наноструктурните системи.

## Личен живот и възгледи
Крото е женен за Маргарет Хенриета Хънтър от 1963 г. От нея има две деца. През свободното си време, Крото се наслаждава на филмите, театъра, изкуството и музиката.
Той е горещ атеист и страстен привърженик на Амнести Интернешънъл. Той счита, че религиозните догми карат хората да приемат неетични и нехуманни действия. Смята, че учените носят отговорност да работят за добруването на целия човешки вид.
Крото силно подкрепя увеличаващата се организирана информация онлайн под формата на Гугъл, Ютуб и Уикипедия.
Хари Крото умира на 30 април 2016 г. в Луис, Източен Съсекс, от усложнения след амиотрофична латерална склероза.